# ویکی‌پدیای هندی فیجی
ویکی‌پدیای هندی فیجی نسخه زبان هندی فیجی وب‌گاه ویکی‌پدیا است.
زبان هندی فیجی تا ۶ مه ۲۰۱۲ با بیش از ۹٬۲۰۰ مقاله در رده صدوپانزدهم ویکی‌پدیاها قرار گرفته‌است.